# Cerro do Cubilete

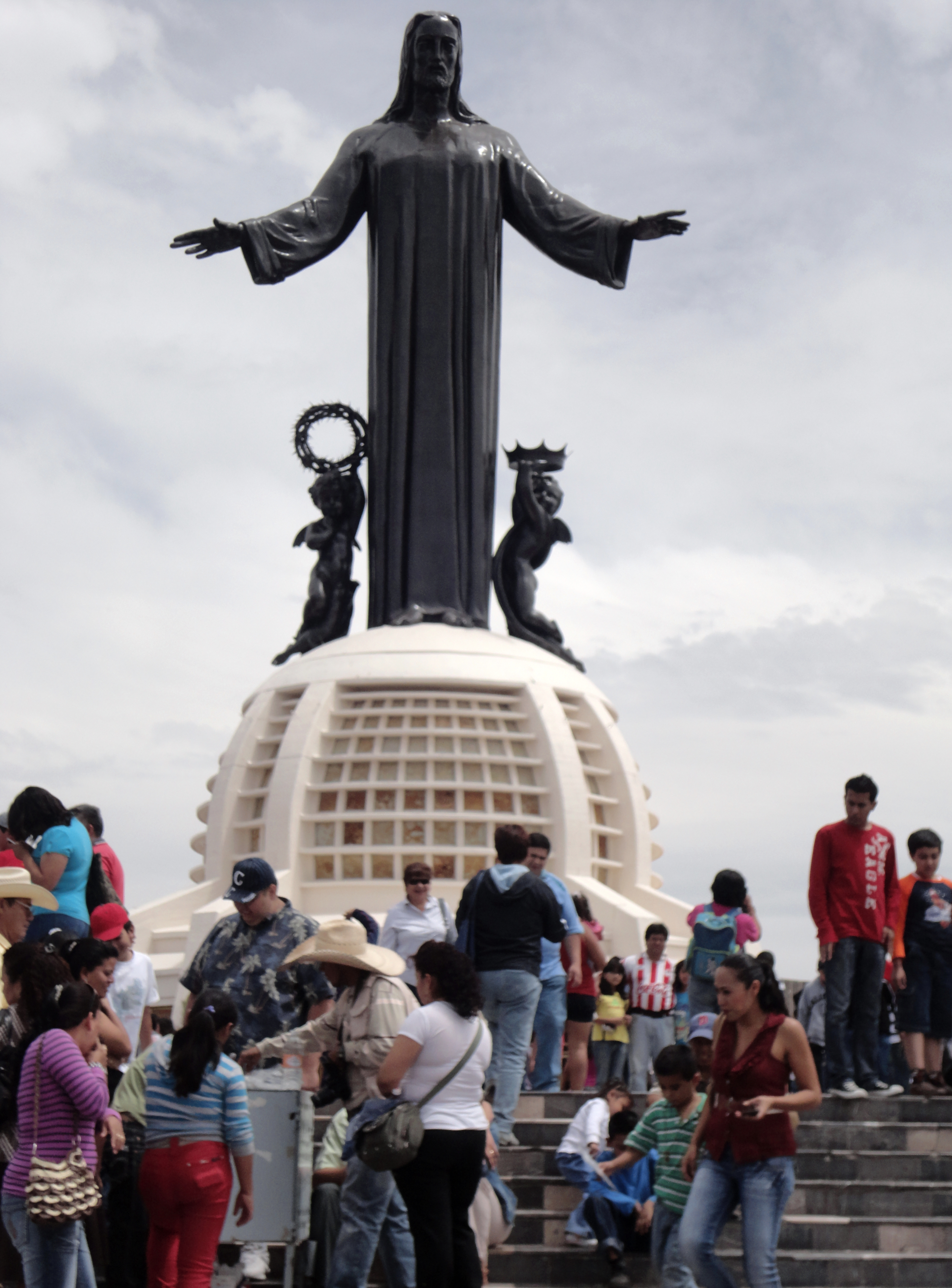
Estátua de Cristo no Cerro do Cubilete.

O Cerro do Cubilete é uma montanha no município de Silao, no estado de Guanajuato, México. Em seu cume encontra-se o monumental Cristo da Montanha, construído nos anos de 1940, mas um monumento anterior data da década de 1920. Em 1928 o monumento foi bombardeado e dinamitado por ordens de Plutarco Elías Calles.

## Localização
Localizado no centro geográfico do país, a 20 quilómetros de Silao. Tem uma altura de 2579 metros sobre o nível do mar.